# 1865年
1865年（1865 ねん）は、西暦（グレゴリオ暦）による、日曜日から始まる平年。

## 他の紀年法
- 干支：乙丑
- 日本（天保暦）
  - 元治元年12月4日 - 元治2年4月6日、慶応元年4月7日 - 慶応元年11月14日
  - 皇紀2525年
- 清：同治3年12月4日 - 同治4年11月14日
- 朝鮮

  - 李氏朝鮮 : 高宗2年
  - 檀紀4198年
- 阮朝（ベトナム）：嗣徳18年
- 仏滅紀元：2407年 - 2408年
- イスラム暦：1281年8月3日 - 1282年8月12日
- ユダヤ暦：5625年4月3日 - 5626年4月13日
- 修正ユリウス日(MJD)：2237 - 2601
- リリウス日(LD)：103078 - 103442

※皇紀は、太陽暦採用と共に1873年に施行された。

※檀紀は、大韓民国で1948年9月25日に法的根拠を与えられたが、1961年年号廃止の法令を制定に伴い、1962年1月1日からは公式な場での使用禁止。

## カレンダー
| 1月 |    |    |    |    |    |    |
| 日  | 月 | 火 | 水 | 木 | 金 | 土 |
| 1   | 2  | 3  | 4  | 5  | 6  | 7  |
| 8   | 9  | 10 | 11 | 12 | 13 | 14 |
| 15  | 16 | 17 | 18 | 19 | 20 | 21 |
| 22  | 23 | 24 | 25 | 26 | 27 | 28 |
| 29  | 30 | 31 |    |    |    |    |
|     |    |    |    |    |    |    |

| 2月 |    |    |    |    |    |    |
| 日  | 月 | 火 | 水 | 木 | 金 | 土 |
|     |    |    | 1  | 2  | 3  | 4  |
| 5   | 6  | 7  | 8  | 9  | 10 | 11 |
| 12  | 13 | 14 | 15 | 16 | 17 | 18 |
| 19  | 20 | 21 | 22 | 23 | 24 | 25 |
| 26  | 27 | 28 |    |    |    |    |
|     |    |    |    |    |    |    |

| 3月 |    |    |    |    |    |    |
| 日  | 月 | 火 | 水 | 木 | 金 | 土 |
|     |    |    | 1  | 2  | 3  | 4  |
| 5   | 6  | 7  | 8  | 9  | 10 | 11 |
| 12  | 13 | 14 | 15 | 16 | 17 | 18 |
| 19  | 20 | 21 | 22 | 23 | 24 | 25 |
| 26  | 27 | 28 | 29 | 30 | 31 |    |
|     |    |    |    |    |    |    |

| 4月 |    |    |    |    |    |    |
| 日  | 月 | 火 | 水 | 木 | 金 | 土 |
|     |    |    |    |    |    | 1  |
| 2   | 3  | 4  | 5  | 6  | 7  | 8  |
| 9   | 10 | 11 | 12 | 13 | 14 | 15 |
| 16  | 17 | 18 | 19 | 20 | 21 | 22 |
| 23  | 24 | 25 | 26 | 27 | 28 | 29 |
| 30  |    |    |    |    |    |    |
|     |    |    |    |    |    |    |

| 5月 |    |    |    |    |    |    |
| 日  | 月 | 火 | 水 | 木 | 金 | 土 |
|     | 1  | 2  | 3  | 4  | 5  | 6  |
| 7   | 8  | 9  | 10 | 11 | 12 | 13 |
| 14  | 15 | 16 | 17 | 18 | 19 | 20 |
| 21  | 22 | 23 | 24 | 25 | 26 | 27 |
| 28  | 29 | 30 | 31 |    |    |    |
|     |    |    |    |    |    |    |

| 6月 |    |    |    |    |    |    |
| 日  | 月 | 火 | 水 | 木 | 金 | 土 |
|     |    |    |    | 1  | 2  | 3  |
| 4   | 5  | 6  | 7  | 8  | 9  | 10 |
| 11  | 12 | 13 | 14 | 15 | 16 | 17 |
| 18  | 19 | 20 | 21 | 22 | 23 | 24 |
| 25  | 26 | 27 | 28 | 29 | 30 |    |
|     |    |    |    |    |    |    |

| 7月 |    |    |    |    |    |    |
| 日  | 月 | 火 | 水 | 木 | 金 | 土 |
|     |    |    |    |    |    | 1  |
| 2   | 3  | 4  | 5  | 6  | 7  | 8  |
| 9   | 10 | 11 | 12 | 13 | 14 | 15 |
| 16  | 17 | 18 | 19 | 20 | 21 | 22 |
| 23  | 24 | 25 | 26 | 27 | 28 | 29 |
| 30  | 31 |    |    |    |    |    |
|     |    |    |    |    |    |    |

| 8月 |    |    |    |    |    |    |
| 日  | 月 | 火 | 水 | 木 | 金 | 土 |
|     |    | 1  | 2  | 3  | 4  | 5  |
| 6   | 7  | 8  | 9  | 10 | 11 | 12 |
| 13  | 14 | 15 | 16 | 17 | 18 | 19 |
| 20  | 21 | 22 | 23 | 24 | 25 | 26 |
| 27  | 28 | 29 | 30 | 31 |    |    |
|     |    |    |    |    |    |    |

| 9月 |    |    |    |    |    |    |
| 日  | 月 | 火 | 水 | 木 | 金 | 土 |
|     |    |    |    |    | 1  | 2  |
| 3   | 4  | 5  | 6  | 7  | 8  | 9  |
| 10  | 11 | 12 | 13 | 14 | 15 | 16 |
| 17  | 18 | 19 | 20 | 21 | 22 | 23 |
| 24  | 25 | 26 | 27 | 28 | 29 | 30 |
|     |    |    |    |    |    |    |

| 10月 |    |    |    |    |    |    |
| 日   | 月 | 火 | 水 | 木 | 金 | 土 |
| 1    | 2  | 3  | 4  | 5  | 6  | 7  |
| 8    | 9  | 10 | 11 | 12 | 13 | 14 |
| 15   | 16 | 17 | 18 | 19 | 20 | 21 |
| 22   | 23 | 24 | 25 | 26 | 27 | 28 |
| 29   | 30 | 31 |    |    |    |    |
|      |    |    |    |    |    |    |

| 11月 |    |    |    |    |    |    |
| 日   | 月 | 火 | 水 | 木 | 金 | 土 |
|      |    |    | 1  | 2  | 3  | 4  |
| 5    | 6  | 7  | 8  | 9  | 10 | 11 |
| 12   | 13 | 14 | 15 | 16 | 17 | 18 |
| 19   | 20 | 21 | 22 | 23 | 24 | 25 |
| 26   | 27 | 28 | 29 | 30 |    |    |
|      |    |    |    |    |    |    |

| 12月 |    |    |    |    |    |    |
| 日   | 月 | 火 | 水 | 木 | 金 | 土 |
|      |    |    |    |    | 1  | 2  |
| 3    | 4  | 5  | 6  | 7  | 8  | 9  |
| 10   | 11 | 12 | 13 | 14 | 15 | 16 |
| 17   | 18 | 19 | 20 | 21 | 22 | 23 |
| 24   | 25 | 26 | 27 | 28 | 29 | 30 |
| 31   |    |    |    |    |    |    |
|      |    |    |    |    |    |    |

## できごと

### 1月
- 1月12日（元治元年12月15日） - 功山寺挙兵[要出典]
- 1月13日 - 南北戦争: 第二次フィッシャー砦の戦い
- 1月31日
  - アメリカ合衆国憲法修正第13条が提案される（批准成立12月6日）
  - 南北戦争: ロバート・リーが南部連合陸軍総司令官に就任

### 2月
- 2月1日 - アメリカ合衆国大統領エイブラハム・リンカーンが奴隷制全廃を定めるアメリカ合衆国憲法修正第13条に署名(National Freedom Day)
- 2月8日 - メンデルが遺伝の法則を発表（ブルノ自然協会で口頭発表）
- 2月20日 - マサチューセッツ工科大学開学（設立1861年）
- 2月26日（元治2年2月1日） - 酒井忠績が大老に就任（江戸幕府最後の大老）

### 3月
- 3月1日（元治2年2月4日） - 天狗党の乱: 武田耕雲斎斬首
- 3月3日 - 香港上海銀行 (HSBC) 設立
- 3月4日 - リンカーンが米大統領2期目に就任
- 3月17日（元治2年2月20日） - 大浦天主堂で隠れキリシタンが発見される（信徒発見記念日）
- 3月19日 - 南北戦争: ベントンビルの戦い
- 3月20日（元治2年2月23日） - 天狗党の乱: 藤田小四郎斬首

### 4月
- 4月1日 - 南北戦争: ファイブフォークスの戦い
- 4月3日 - 南北戦争: 南部連合の首都リッチモンドが陥落
- 4月6日 - BASF設立
- 4月8日 - 南北戦争: 南部連合のリー将軍がグラント将軍に降伏（南北戦争の実質的な終了）
- 4月14日
  - リンカーン米大統領がフォード劇場で狙撃される（リンカーン大統領暗殺事件）
  - ウィリアム・スワード米国務長官暗殺未遂
- 4月15日 - リンカーン死亡によりアンドリュー・ジョンソン米副大統領が米第17代大統領に就任
- 4月27日 - 米国ミシシッピ川で貨客船サルタナが爆発炎上（死者1700名）

### 5月
- 5月（慶應元年4月） - 長野県稲核村の前田喜三郎が養蚕業において寒い空気に蚕卵紙を触れさせて孵化の時期を人為的に操作することに世界で初めて成功
- 5月1日（慶應元年4月7日） - 元治から慶應に改元
- 5月10日 - 南北戦争: デイヴィス南部連合大統領らが逮捕さる
- 5月13日 - 南北戦争: パルメット農場の戦い（最後の陸戦）
- 5月17日 - 万国電信連合(後の国際電気通信連合)設立
- 5月 - 慶応元年遣仏使節団（柴田剛中、福地源一郎、塩田三郎ら）

### 6月
- 6月10日 - ワーグナー 楽劇「トリスタンとイゾルデ」初演（ミュンヘン）

### 7月
- 7月4日 - ルイス・キャロル「不思議の国のアリス」出版
- 7月5日
  - 米国でシークレットサービス設立
  - 英国で赤旗法施行
- 7月8日（慶應元年閏5月16日） - ハインリヒ・シュリーマンが訪日
- 7月10日（慶應元年閏5月18日） - ハリー・パークスが駐日英国公使として着任
- 7月11日-24日 - イギリスで総選挙（英語版）。パーマストン卿内閣の与党自由党勝利。
- 7月13日 - ホレス・グリーリーが「西部に行け、若者よ」(en:Go West, young man)を掲載（New York Tribune社説）
- 7月14日 - マッターホルン初登頂（エドワード・ウィンパーら）
- 7月27日 - ウェールズ人入植者がアルゼンチンチュブ州に到着。

### 8月
- 8月14日 - プロイセン首相ビスマルク、オーストリア代表ブローメ（ドイツ語版）との間にガスタイン協定（ドイツ語版）を締結。

### 9月
- 9月1日 - ジョゼフ・リスターが手術で初めて消毒を行う
- 9月14日 - ジュール・ヴェルヌ「地球から月へ」連載開始（ - 10月14日、Journal des débats紙）

### 10月
- 10月 - ビスマルクがビアリッツを訪問してフランス皇帝ナポレオン3世と会見。「ビアリッツの密約」が結ばれたとも。
- 10月2日 - スリランカのコロンボ・ターミナス駅 - アンベプッサ駅間で鉄道が正式開業
- 10月30日 - イギリスで第2次ラッセル伯爵内閣（自由党政権）成立

### 11月
- 11月4日（慶応元年9月16日）…（日本）京都の朝廷が開国に転ずる（安政五カ国条約を勅許）

### 12月
- 12月6日 - 米国で憲法修正第13条批准成立
- 12月17日
  - レオポルド2世がベルギー王に即位
  - フランツ・シューベルト交響曲第7番「未完成」初演（ウィーン）
- 12月19日 - テンペル・タットル彗星発見
- 12月29日（慶応元年11月12日） - 酒井忠績、大老を罷免される

### 日付不詳
- トルストイ「戦争と平和」発表（ - 1869年）
- ルドルフ・クラウジウスがエントロピーを命名
- ジョン・ニューランズが元素のオクターブ則を発表
- ケープライオン絶滅
- 雷門焼失
- 長崎でグラバーが蒸気機関車を日本で初めて走らせる
- アウグスト・ケクレがベンゼンの環状構造を提唱

## 誕生
- 1月6日 - ニコライ・マル、言語学者・民族学者（+ 1934年）
- 1月10日 - メアリー・インガルス、「大草原の小さな家」シリーズの作者であるローラ・インガルス・ワイルダーの姉(＋ 1928年)
- 1月23日（元治元年12月26日）- 山路愛山、評論家・歴史家(+ 1917年)
- 2月19日 - スヴェン・ヘディン、地理学者・探検家（+ 1952年）
- 3月1日（元治2年2月4日） - 安部磯雄、社会主義者（+ 1949年）
- 3月1日（元治2年2月4日） - 白鳥庫吉、東洋史学者（+ 1942年）
- 3月27日 - エフゲニー・ボトキン、ニコライ2世一家の主治医（+ 1918年）
- 4月22日（元治2年3月27日） - 大橋翠石、日本画家（+ 1945年）
- 4月26日 - アクセリ・ガッレン＝カッレラ、画家（+ 1931年）
- 5月5日（慶応元年4月11日） - 石井十次、社会事業家（+ 1914年）
- 5月17日（慶応元年4月23日） - 沢柳政太郎、文部官僚・教育者（+ 1927年）
- 6月3日（慶応元年5月10日） - 樺山愛輔、実業家・政治家（+ 1953年）
- 6月9日 - カール・ニールセン、作曲家（+ 1931年）
- 6月10日 - フレデリック・クック、探検家（+ 1940年）
- 6月10日（慶応元年5月17日）- 村上鬼城、俳人（+ 1938年）
- 6月13日 - ウィリアム・バトラー・イェイツ、詩人・劇作家（+ 1939年）
- 6月13日 - カール・ブロスフェルト、写真家・植物学者（+ 1932年）
- 8月1日 - エウシェン、スウェーデンの王族（+ 1947年）
- 8月15日（慶応元年6月28日） - 長岡半太郎、物理学者（+ 1950年）
- 8月20日（慶応元年6月29日） - 泉重千代、長寿世界一とされたが、生年の信憑性に疑問あり（+ 1986年）
- 9月17日（慶応元年7月28日）- 狩野亨吉、教育者（+ 1942年）
- 9月23日 - シュザンヌ・ヴァラドン、画家（+ 1938年）
- 9月23日 - ルー・バイアーバウアー、メジャーリーガー（+ 1926年）
- 10月20日（慶応元年9月1日） - 石橋忍月、文芸評論家・小説家（+ 1926年）
- 11月2日 - ウオレン・G・ハーディング、アメリカ合衆国第29代大統領（+ 1923年）
- 11月7日（慶応元年9月19日）- 小杉天外、小説家(+ 1952年)
- 11月17日（慶応元年9月29日） - 内田康哉、外交官・政治家（+ 1936年）
- 11月22日（慶応元年10月5日）- 福田英子、婦人解放運動家(+ 1927年)
- 12月8日 - ジャン・シベリウス、作曲家（+ 1957年）
- 12月18日（慶応元年11月1日）- 村上浪六、小説家(+ 1944年)
- 12月28日 - フェリックス・ヴァロットン、画家（+ 1925年）
- 12月29日 - オーティス・ハーラン、俳優・コメディアン（+ 1940年）
- 12月30日 - ラドヤード・キップリング、作家（+ 1936年[1]）
- 12月31日 - エミール・ファブリ、美術家（+ 1966年）

## 死去
- 1月12日（元治元年12月15日）- 歌川国貞、浮世絵師（* 1786年）
- 1月19日 - ピエール・ジョゼフ・プルードン、アナキズム思想家（* 1809年）
- 1月28日 - フェリーチェ・ロマーニ、オペラ台本作家（* 1788年）
- 2月6日 - ビートン夫人、家政書著作家（* 1836年）
- 2月10日 - ハインリヒ・レンツ、物理学者（* 1804年）
- 2月16日 - ルイ・ピエール・グラチオレ、解剖学者・動物学者（* 1815年）
- 2月17日 - ジョージ・フィリップス・ボンド、天文学者（* 1825年）
- 3月1日 - アンナ・パヴロヴナ、オランダ王ヴィレム2世の妃（* 1795年）
- 3月1日（元治2年2月4日） - 武田耕雲斎、水戸天狗党首領（* 1803年）
- 3月1日（元治2年2月4日） - 徳川寿千代、第6代田安徳川家当主（* 1860年）
- 3月2日（元治2年2月5日） - 津軽順承、第11代弘前藩主（* 1800年）
- 3月20日（元治2年2月23日）- 山南敬助、新選組総長（* 1833年）
- 4月15日 - エイブラハム・リンカーン、第16代アメリカ合衆国大統領、狙撃により暗殺される[2]（* 1809年）
- 4月23日 - ジェームズ・スターリング、初代西オーストラリア州総督・イギリス海軍提督（* 1791年）
- 4月24日 - ニコライ・アレクサンドロヴィチ大公、ロシアの皇太子（* 1843年）
- 4月26日 - ジョン・ウィルクス・ブース、俳優・リンカーンの暗殺者（* 1838年）
- 4月28日 - サミュエル・キュナード、キュナード・ライン創業者（* 1787年）
- 4月30日 - ロバート・フィッツロイ、軍人（* 1805年）
- 5月21日 - クリスチャン・トムセン、考古学者（* 1788年）
- 5月29日（慶応元年5月5日） - 飯沼慾斎、本草学者（* 1783年）
- 6月3日（慶応元年5月10日） - 岡田以蔵、土佐藩士（* 1838年）
- 6月18日 - アントワーヌ・ヴィールツ、画家・彫刻家（* 1806年）
- 7月3日（慶応元年閏5月11日） - 武市瑞山（半平太）、土佐勤王党盟主（* 1829年）
- 7月6日 - ソフィア・ヴィルヘルミナ・アヴ・スヴェーリエ、バーデン大公レオポルト1世の妃（* 1801年）
- 8月13日 - イグナーツ・ゼンメルワイス、医学者（* 1818年）
- 8月26日 - ヨハン・フランツ・エンケ、天文学者（* 1791年）
- 8月29日 - ロベルト・レーマク、生理学者（* 1815年）
- 9月2日 - ウィリアム・ローワン・ハミルトン、数学者（* 1805年）
- 9月7日（慶応元年7月18日） - 斎藤拙堂、朱子学者（* 1797年）
- 9月10日 - クリスティアン・パンダー、動物学者（* 1794年）
- 9月27日 - ウィリアム・ドウェイン、アメリカ合衆国財務長官（* 1780年）
- 10月8日 - ハインリヒ・ヴィルヘルム・エルンスト、ヴァイオリニスト・作曲家（* 1814年）
- 10月18日 - パーマストン子爵ヘンリー・ジョン・テンプル、イギリスの首相（* 1784年）
- 11月12日 - エリザベス・ギャスケル、小説家（* 1810年）
- 12月6日 - セバスティアン・イラディエル、作曲家（* 1809年）
- 12月10日 - レオポルド1世、ベルギー王（* 1790年）